# Man's Woman (film fra 1917)
Man's Woman er en amerikansk stumfilm fra 1917 af Travers Vale.

## Medvirkende
- Ethel Clayton som Violet Galloway
- Rockliffe Fellowes som Roger Kendall
- Frank Goldsmith som George W. Graham
- Justine Cutting som Lucretia Kendall
- Eugenie Woodward som Harriet Kendall